# Desdunes
Desdunes (Haitianisch-Kreolisch: Dedin) ist ein Ort im Département Artibonite von Haiti.

## Geschichte
Desdunes wurde zur Zeit der französischen Kolonisation gegründet. Die Familie Rossignol besaß mehrere Betriebe, in denen unter anderem Baumwolle und Kaffee angebaut wurde. Eines der Mitglieder dieser Familie, Louis Rossignol Lachicotte Desdunes, Besitzer eines Baumwollanbaus, gab der Ansiedlung seinen Namen.
Die Bewohner nannten das Gebiet „Ti Desdunes“ („ti“ steht in der haitianischen Kreolsprache für klein, von französisch „petit“). Ti Desdunes war ursprünglich der zweite Gemeindeteil von Gonaïves.
Desdunes wurde durch ein Gesetz aus dem Jahr 1983 zu einer eigenständigen Gemeinde gemacht, die aus der Stadt L'Estère herausgelöst wurde.

## Lage und Beschreibung
Das Zentrum von Desdunes ist rund 16 Kilometer von der Küste Haitis, dem Golf von Gonâve, entfernt.
Neben dem Ortszentrum Ville de Desdunes besteht der äußere, ländliche Bereich, in dem sich die Siedlungen Au-Source-Sud, Bois-Gerard, Chevreau, D'accuel, Duclos, Duclos-Desdunes, Grand-Lagon, Grand-l'Islet, L'Acul, La Hatte, Matelas, Modelle, Savane, Trou-Caïman und Vieux-Pilon befinden.
Die Route Nationale RN-1 verbindet Desdunes parallel zur Küste mit Gonaives im Norden und über Saint-Marc im Süden mit der Hauptstadt Port-au-Prince.
Der Radiosender Radio Nouvelle Voix de l'Artibonite ist in Desdunes ansässig.

## In Desdunes geboren
- Jean-Charles Wismick (* 1963), römisch-katholischer Ordensgeistlicher, Weihbischof in Port-au-Prince
- Kethna Louis (* 1996), Fußballspielerin